# Firenze (provins)
Provinsen Firenze (it. Provincia di Firenze) er en provins i regionen Toscana i det centrale Italien. Firenze er provinsens hovedby.
Der var 933.860 indbyggere ved folketællingen i 2001.

## Geografi
Provinsen Firenze grænser til:
- i nord og øst mod Emilia-Romagna (provinserne Bologna, Ravenna og Forlì-Cesena),
- i sydøst mod provinsen Arezzo,
- i syd mod provinsen Siena og
- i øst mod provinserne Pisa, Lucca, Pistoia og Prato.

## Kommuner
- Bagno a Ripoli
- Barberino di Mugello
- Barberino Val d'Elsa
- Borgo San Lorenzo
- Calenzano
- Campi Bisenzio
- Capraia e Limite
- Castelfiorentino
- Cerreto Guidi
- Certaldo
- Dicomano
- Empoli
- Fiesole
- Figline e Incisa Valdarno
- Firenze
- Firenzuola
- Fucecchio
- Gambassi Terme
- Greve in Chianti
- Impruneta
- Lastra a Signa
- Londa
- Marradi
- Montaione
- Montelupo Fiorentino
- Montespertoli
- Palazzuolo sul Senio
- Pelago
- Pontassieve
- Reggello
- Rignano sull'Arno
- Rufina
- San Casciano in Val di Pesa
- San Godenzo
- Scandicci
- Scarperia e San Piero
- Sesto Fiorentino
- Signa
- Tavarnelle Val di Pesa
- Vaglia
- Vicchio
- Vinci

43°46′17″N 11°15′15″Ø / 43.771388888889°N 11.254166666667°Ø